# Krähenbach (Donau)
Der Krähenbach ist ein Zufluss der Donau auf der Baar im Landkreis Tuttlingen im Gebiet des Naturparks Obere Donau.

## Verlauf
Der Krähenbach entspringt knapp 200 m östlich der Tongrube im Haldenwald auf Tuninger Gemarkung neben einem Waldweg auf etwa 806 m ü. NN. Von hier aus fließt er nordöstlich durch den Haldenwald, an einer keltischen Vierecksschanze vorbei, unter der B 523 hindurch und wechselt dann in die Flur des Rieds und auf Talheimer Gemarkung über. Hier, nach Erreichen seines nördlichsten Punktes, wendet er sich bald nach Südosten und nimmt nach Austritt aus einer engen Flurbucht neben der K 5919 noch vor der Ortschaft Talheim von rechts den Zimmerthälebach auf. Weniger als 200 m weiter stößt von links der Greutgraben hinzu. Auf der anderen Bachseite folgen diesem gleich zwei Seen, wobei der zweite ein Badesee ist. Bald danach fließt ihm von rechts der Lachengraben zu, woraufhin er Talheim durchschneidet, wo der Röhrenbrunnenbach von rechts in ihn mündet, und der Krähenbach dann nach Osten abbiegt.
Hinter der Oberen Mühle schon außerhalb des dörflichen Weichbildes geht er wieder auf Südostkurs, begleitet von der K 5944 und der Bundesstraße zu seiner Rechten. Er tritt nun in ein von Waldhängen durchzogenes Tal ein, fließt am Götzenlocher Hof links und an der Unteren Mühle rechts unterhalb der ehemaligen Burg Klingenberg, die sich auf dem Reisenberg befindet, vorbei, worauf die Bundesstraße auf seine linke Talseite unterhalb des Sommerbergs wechselt. Nach einigen weiteren kürzeren Zuflüssen durchzieht er das zu Tuttlingen gehörende Dorf Eßlingen. Danach zweigt für einen guten Kilometer nach links ein ehemaliger Mühlkanal ab, der noch vor der Eßlinger Mühle zurückfließt. Diese Stelle befindet sich recht genau unterhalb eines Sattels, an dem man links hinüber ins Tal der hier kurzzeitig nur gut 600 Meter vom Krähenbach entfernten Elta gelangt, über den die Bundesstraße das Tal verlässt.
An der Eßlinger Mühle dann, die unterhalb der Burg Konzenberg liegt, mündet gegenüber beiden von rechts der Tiefentalbach, der durchs Eßlinger Tiefental fließt, ein Waldtalbach im Möhringer Berg, worauf dann der Krähenbach südsüdöstlich weiterläuft. Weiter talab nimmt ein Staubecken fast die gesamte Talbodenbreite ein. Seit der Renaturierung des Baches zieht er an diesem rechts vorbei und dann in Auenmäandern durchs sogenannte Bächetal, ehe er darin den nördlichen Siedlungsrand von Möhringen erreicht. Dann fließt er durch den in der Mündungsbucht und in der linken Donauaue liegenden Tuttlinger Stadtteil, wo ihm von rechts noch ein Gewässer durch das Kühltal zuläuft. Gleich darauf mündet er auf etwa 644 m ü. NN nach einem Lauf von 16,3 km von links über ein kleines Delta in die Donau.
Besonders im Sommer, wenn zwischen Immendingen und Möhringen die Donau fast vollständig im Erdreich versinkt, ist der Krähenbach der erste Wasserlieferant nach der Donauversickerung.

## Zuflüsse
- Zimmerthälebach, von rechts auf 747,6 m ü. NN[5] nördlich von Talheim, 2,2 km.
- Greutgraben, von links kurz nach dem vorigen, 0,8 km.
- Zwei Seen rechts des Bachlaufs von ca. 0,4 und 0,2 ha.
- Lachengraben, von rechts auf 743,3 m ü. NN[6] gegenüber dem Talheimer Sportplatz, 0,9 km.
- Röhrenbrunnenbach, von rechts in Talheim, 2,2 km.
- Schlösslegraben, von rechts aus Richtung der ehemaligen Burg Klingenberg, 0,8 km.
- Mühlengraben, von rechts noch vor der Eßlinger Mühle, 1,1 km. Zweigt zuvor nach Eßlingen gegenüber dem Friedhof ab.
- Tiefentalbach aus dem Eßlinger Tiefental, von rechts gegenüber der unter der Ruine von Burg Konzenberg liegenden Eßlinger Mühle, 1,6 km.
- (Zufluss aus dem Kühltal), von rechts in Möhringen, 1,5 km.

## Einzugsgebiet
Das Einzugsgebiet des Krähenbachs umfasst 33,2 km². Es grenzt an der linken Seite gegen Norden und Nordwesten an das der Elta, im Süden an das des Weißenbachs, am Westen kurz an das des Amtenhauser Bachs, im Nordwesten an das der Kötach, welche alle ebenfalls südöstlich bis südlich zur oberen Donau ziehen.